# Río Kazan
El río Kazan (en idioma inuit: Harvaqtuuq silabario inuktitut: ᓴᕐᕙᖅᑑᖅ «rápidos fuertes») es un largo río de la región de Kivalliq al centro-norte de Canadá. Declarado en 1990 integrante del sistema de ríos del patrimonio canadiense, ubicado en el Territorio Autónomo de Nunavut. 
El tramo del río por debajo del lago Ennadai fue declarado en 1990 integrante del Sistema de ríos del patrimonio canadiense.

## Geografía
El río Kazan nace en el norte de Saskatchewan y fluye en dirección generalmente norte durante unos 1000 km antes de desembocar en el lago Baker y acabar formando parte del río Thelon y desaguar en la bahía de Hudson.
A lo largo de su recorrido, el río fluye a través de varios lagos —como el lago Kasba (en el cuadripunto canadiense, compartido por Manitoba, Saskatchewan, Territorios del Noroeste y Nunavut), el lago Ennadai (de 84 km de largo y una superficie de 669 km²), el lago Angikuni (de 510 km²), el lago Yathkyed (de 72 km de largo y 2227 km²) (que significa, «cisne blanco», nombrado por los Sayisi Dene, históricos cazadores de caribúes en esta región) y el lago Forde—, sobre las cascadas Kazan Falls (con una caída de unos 25 m), luego por un desfiladero de piedra arenisca roja y finalmente por áreas tanto de bosques boreales como de tundra. La última sección del río, por debajo del lago Ennadai, que está por encima de la línea arbolada está declarada como río del patrimonio canadiense.
El río se ha convertido actualmente en un popular destino turístico para kayak y piragüistas.

## Fauna silvestre
Aunque muchas especies de fauna silvestre puede ser observadas a lo largo del río, el caribú Barren-ground (Rangifer tarandus groenlandicus) (rebaños Qamanirjuaq y Beverly) es la más conocida. Más de 300.000 caribúes migran a través de la zona y se dice que es la mayor migración de cualquier animal de la tierra. Otras especies silvestres que se pueden observar en la zona son el buey almizclero, el glotón, el halcón peregrino y muchas especies de peces.

## Historia
La abundancia de vida silvestre a lo largo y cerca del río atrajo desde hace cerca de 5000 años a varios pueblos nativos, como los inuit caribú y los chipewyan sayisi dene. Originalmente, los inuit no vivían en la zona, pero hacían incursiones y regresaban a la costa por el invierno. En el siglo XVIII el uso principal de la zona por los dene disminuyó y los inuit caribú , especialmente los harvaqtuurmiut («gente de la Harvaqtuuq») y bandas de Ihalmiut, comenzaron a vivir a lo largo del río durante todo el año. Restos de los campamentos Ihalmiut, y de los dene se pueden encontrar a lo largo del río. A pesar de que los inuit hoy ya no viven a lo largo del río, todavía hacen este viaje para cazar y pescar.
El primer europeo que visitó la región fue el inglés Samuel Hearne en 1770, en el lago Yathkyed. Sin embargo, el río no se cartografió hasta la visita en 1894 del geólogo y cartógrafo canadiense  Joseph Burr Tyrrell. El explorador groenlandés Knud Rasmussen también visitó la zona en 1921-24, durante la Quinta Expedición Thule.

## Galería

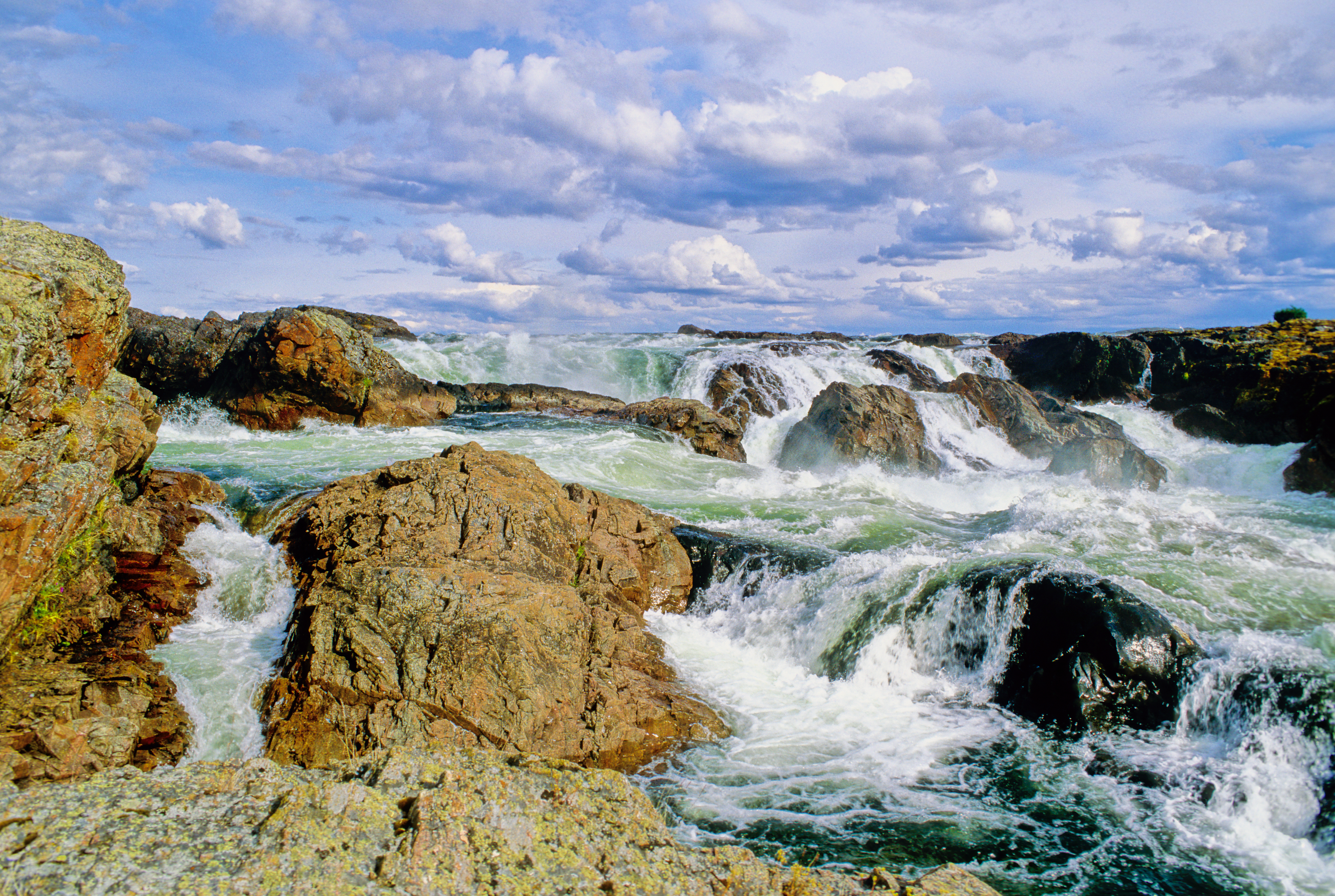
Cascadas de Kazan en el tramo inferior del rió
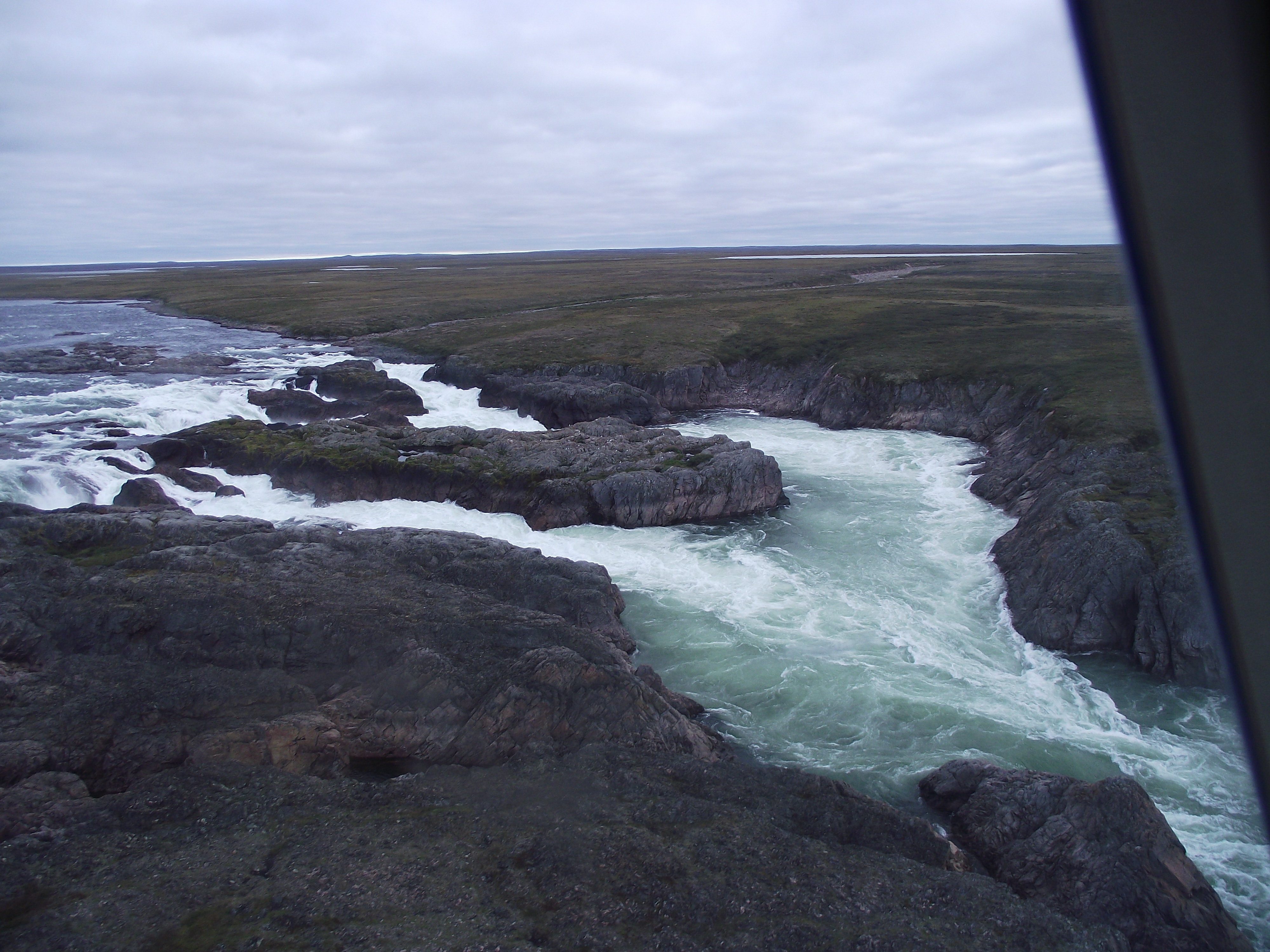
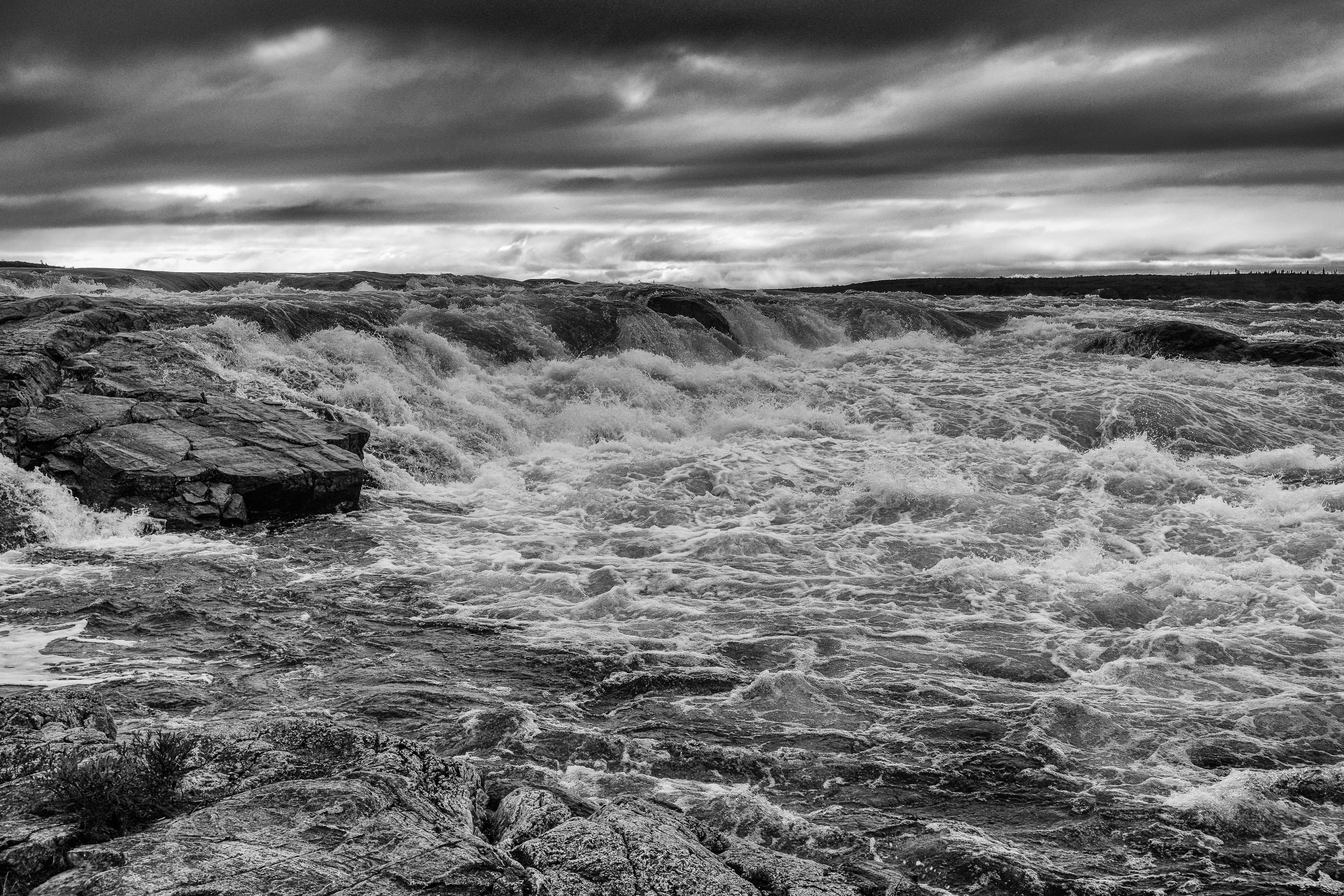
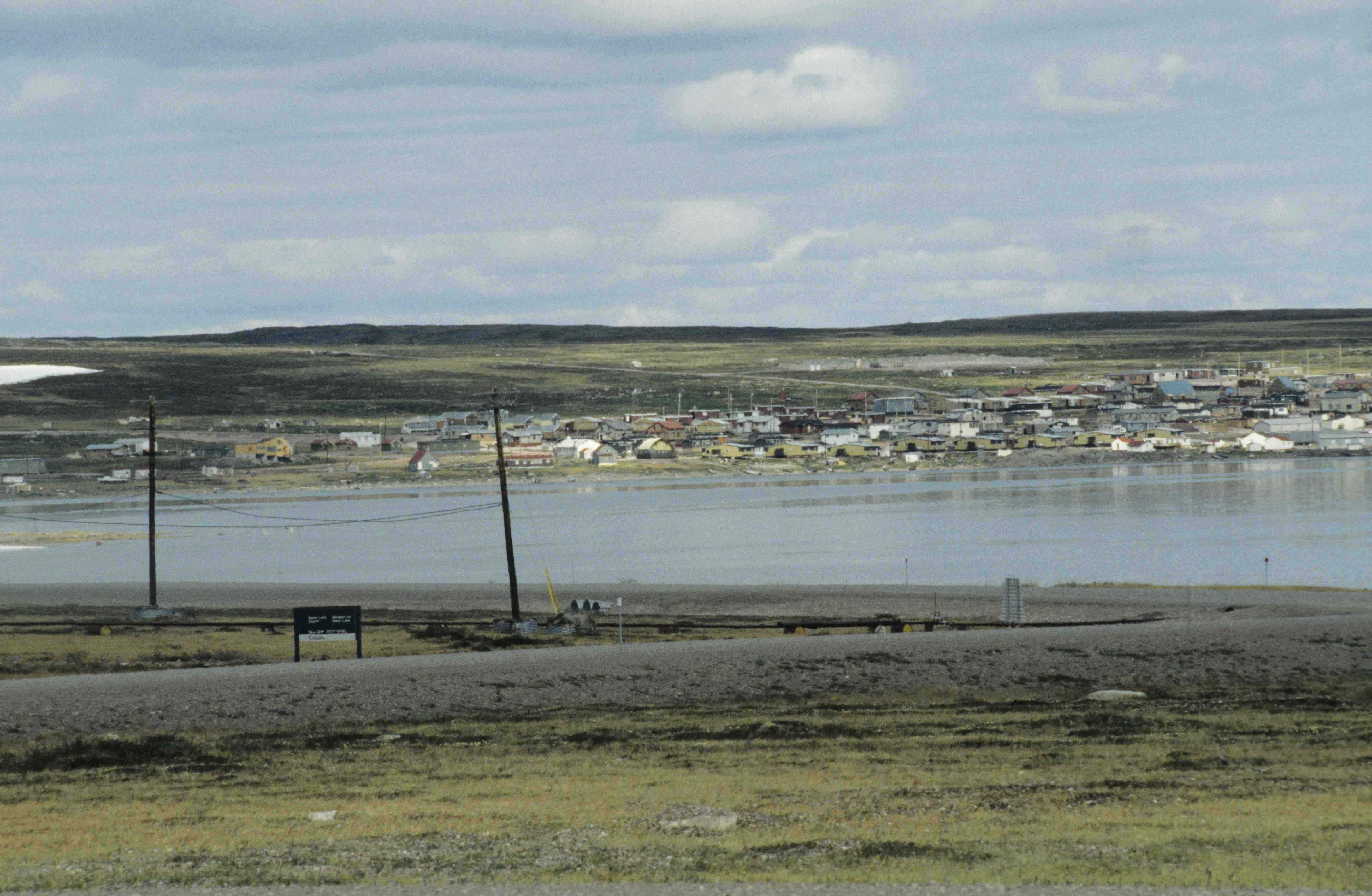
Lago Baker